# Landhoo
Landhoo is een van de bewoonde eilanden van het Noonu-atol behorende tot de Maldiven.

## Demografie
Landhoo telt (stand maart 2007) 453 vrouwen en 435 mannen.